# Capo Bykov
Capo Bykov o Bykovskij (in russo Быков o Быковский мыс) è l'estremo punto nord del promontorio omonimo che si protende nel mare di Laptev, a nord di Tiksi. Si trova nel territorio del Bulunskij ulus della repubblica autonoma russa della Sacha (Jacuzia). Il suo nome viene dal termine pomory «бык» (scogliera). Gli jakuti lo chiamano «Хара тумус» (capo nero). A capo Bykov c'è il piccolo insediamento di Bykovskij.
Il promontorio Bykovskij, che raggiunge un'altezza di 18 m, si trova sopra il Circolo polare artico, a sud-est del delta della Lena, nel canale Ispolatova (проток Исполатова). Il promontorio racchiude a est la baia Neelova (залив Неелова). 
Nel 1799, lo scheletro di un mammut lanoso fu trovato vicino a capo Bykov ed è ora esposto al museo dell'Istituto zoologico dell'Accademia russa delle scienze di San Pietroburgo. Il luogo in cui è stato trovato lo scheletro è in seguito franato in mare. 